# TMEM99
TMEM99 (англ. Transmembrane protein 99) – білок, який кодується однойменним геном, розташованим у людей на 17-й хромосомі. Довжина поліпептидного ланцюга білка становить 258 амінокислот, а молекулярна маса — 27 975.
| 10         |  | 20         |  | 30         |  | 40         |  | 50         |
| ---------- |  | ---------- |  | ---------- |  | ---------- |  | ---------- |
| MVGILPLCCS |  | GCVPSLCCSS |  | YVPSVAPTAA |  | HSVRVPHSAG |  | HCGQRVLACS |
| LPQVFLKPWI |  | FVEHFSSWLS |  | LELFSFLRYL |  | GTLLCACGHR |  | LREGLLLPCL |
| LGVGSWLLFN |  | NWTGGSWFSL |  | HLQQVSLSQG |  | SHVAAFLPEA |  | IGPGVPVPVS |
| GESTSAQQSH |  | AGWQLSAEAD |  | ACPSVLYSEV |  | LEWNKNINTY |  | TSFHDFCLIL |
| GIFLFCFVLA |  | VIGLPYIKPG |  | LSLSVALLWQ |  | SLILLSSLVQ |  | QDSQVHTWGC |
| LFSTFTST   |  |            |  |            |  |            |  |            |

A: Аланін

C: Цистеїн

D: Аспарагінова кислота

E: Глутамінова кислота

F: Фенілаланін

G: Гліцин

H: Гістидин

I: Ізолейцин

K: Лізин

L: Лейцин

M: Метіонін

N: Аспарагін

P: Пролін

Q: Глутамін

R: Аргінін

S: Серин

T: Треонін

V: Валін

W: Триптофан

Задіяний у такому біологічному процесі, як альтернативний сплайсинг. 
Локалізований у мембрані.